# Liste der Biografien/Roo
Liste der Biografien |
Portal Biografien |
Personensuche
# |
A |
B |
C |
D |
E |
F |
G |
H |
I |
J |
K |
L |
M |
N |
O |
P |
Q |
R |
S |
T |
U |
V |
W |
X |
Y |
Z |
?
 
Ra |
Rb |
Rd |
Re |
Rh |
Ri |
Rj |
Rk |
Rl |
Rm |
Rn |
Ro |
Rr |
Rs |
Rt |
Ru |
Rv |
Rw |
Rx |
Ry |
Rz
 
Roa |
Rob |
Roc |
Rod |
Roe |
Rof |
Rog |
Roh |
Roi |
Roj |
Rok |
Rol |
Rom |
Ron |
Roo |
Rop |
Roq |
Ror |
Ros |
Rot |
Rou |
Rov |
Row |
Rox |
Roy |
Roz 
Die Liste der Biografien führt alle Personen auf, die in der deutschsprachigen Wikipedia einen Artikel haben. Dieses ist eine Teilliste mit 353 Einträgen von Personen, deren Namen mit den Buchstaben „Roo“ beginnt.

## Roo
- Roo van Alderwerelt, Jan Karel Hendrik de (1832–1878), niederländischer Offizier und Politiker
- Roo, Jo de (* 1937), niederländischer Radrennfahrer
- Roo, Kasper de (* 1951), niederländischer Dirigent

### Roob
- Roob, Alexander (* 1956), deutscher Künstler und Hochschullehrer
- Roob, Eva (* 1985), deutsche Fußballspielerin und Erotikdarstellerin
- Rooba, Meelis (* 1977), estnischer Fußballspieler
- Rooba, Robert (* 1993), estnischer Eishockeyspieler
- Rooba, Urmas (* 1978), estnischer Fußballspieler

### Rooc
- Roock, Elisabeth (1919–1995), deutsche Politikerin (SPD), Gewerkschafterin und Oberbürgermeister
- Roock, Hans-Detlef (* 1946), deutscher Politiker der CDU (Hamburg)
- Roock, Heike (* 1958), deutsche Mittelstreckenläuferin
- Roock, Hermann (* 1939), deutscher Kanu-Sportler
- Roock, Mattias (* 1980), deutscher Koch
- Roocker, Albert De (1904–1989), belgischer Florettfechter

### Rood
- Rood, Frank M. (1856–1945), US-amerikanischer Geschäftsmann, Rancher, Bankier und Politiker
- Rood, Hale (1923–1991), US-amerikanischer Jazzmusiker
- Rood, Jon van (1926–2017), niederländischer Immunologe
- Rood, Jurriën (* 1955), niederländischer Filmregisseur, Drehbuchautor und Philosoph
- Rood, Katie (* 1992), neuseeländische Fußballspielerin
- Rood, Ogden Nicholas (1831–1902), US-amerikanischer Physiker
- Roode, Robert (* 1977), kanadischer WrestlerRobert Roode (* 1977)

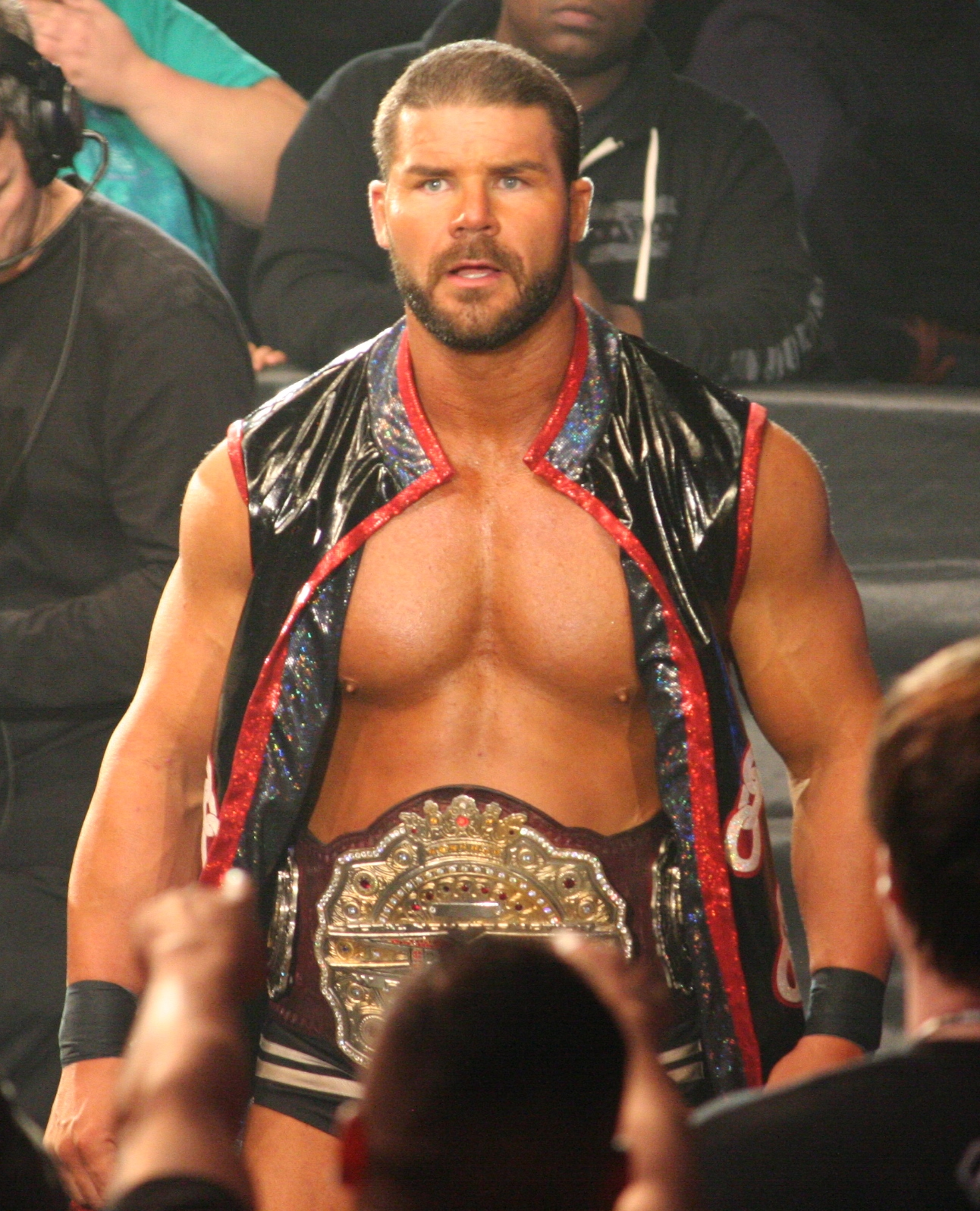
Robert Roode (* 1977)

- Roode-Heijermans, Marie de (1859–1937), niederländische Malerin des Realismus
- Rooden, Els van (1941–1981), niederländische Schauspielerin
- Roodenbeke, Henri t’Kint de (1817–1900), belgischer Politiker
- Roodenburch, Bartholomeus (1866–1939), niederländischer Schwimmer
- Roodenko, Igal (1917–1991), US-amerikanischer Bürgerrechtsaktivist und Anarchist
- Roodt, Darrell (* 1962), südafrikanischer Filmregisseur
- Roodzant, Catharina (1896–1999), niederländische Schachspielerin
- Roodzant, Jan (* 1984), arubaischer Schwimmer

### Roof
- Roof, Dylann (* 1994), US-amerikanischer Attentäter
- Roof, Michael (1976–2009), US-amerikanischer Filmschauspieler
- Roofe, Kemar (* 1993), englisch-jamaikanischer Fußballspieler

### Rooi
- Rooij, Arnoud van (* 1936), niederländischer Mathematiker
- Rooij, Bart van (* 2001), niederländischer Fußballspieler
- Rooij, Dorthy de (1946–2002), niederländische Organistin, Komponistin und Musikpädagogin
- Rooij, Jessica de (* 1981), deutsche Filmmusikkomponistin
- Rooij, Karel de (* 1946), niederländischer Musiker und Kabarettist
- Rooij, Theo de (* 1957), niederländischer Radrennfahrer und Radsportfunktionär
- Rooij, Willem de (* 1969), niederländischer Künstler, Professor in Frankfurt
- Rooij-Overgoor, Leonie van (1924–2006), niederländische Widerstandskämpferin im Zweiten Weltkrieg
- Rooijakkers, Pauliena (* 1993), niederländische RadrennfahrerinPauliena Rooijakkers (* 1993)

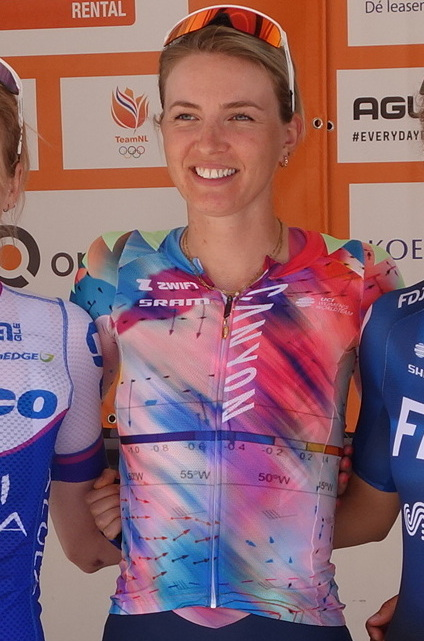
Pauliena Rooijakkers (* 1993)

- Rooijakkers, Piet (* 1980), niederländischer Radrennfahrer
- Rooijen, Johan van (* 1971), niederländischer Herpetologe und Statistikforscher
- Rooijen, Manon van (* 1982), niederländische Freistil-Schwimmerin
- Rooijen, Martin van (* 1942), niederländischer Politiker, Wirtschaftsmanager und Sportfunktionär
- Rooijen, Olivia van (* 1988), niederländische Ruderin
- Rooijen, Sofie van (* 2002), niederländischer Radrennfahrerin

### Rook
- Rook, Andreas F. (* 1966), deutscher Hörfunk- und Fernsehmoderator
- Rook, James (* 1997), australischer Ruderer
- Rook, Jill (* 1936), englische Tennis- und Tischtennisspielerin
- Rookard, Jilleanne (* 1983), US-amerikanische Eisschnellläuferin
- Rooke, Daphne (1914–2009), südafrikanische Schriftstellerin
- Rooke, George (1650–1709), englischer Admiral
- Rooke, Lawrence († 1662), englischer Astronom und Mathematiker
- Rooke, Leon (* 1934), kanadischer Schriftsteller
- Rooke, Martin (* 1972), englischer Badmintonspieler
- Rooke, Noel (1881–1953), britischer Holzschneider, Illustrator und Kunstlehrer
- Rooke, Pamela (1955–2022), britisches Model, Schauspielerin
- Rooke, Ronnie (1911–1985), englischer Fußballspieler
- Rooke, Thomas Matthews (1842–1942), britischer Maler, Aquarellist und Illustrator
- Rooker, Jeff, Baron Rooker (* 1941), britischer Politiker, Mitglied des House of Commons und Life Peer
- Rooker, Michael (* 1955), US-amerikanischer SchauspielerMichael Rooker (* 1955)

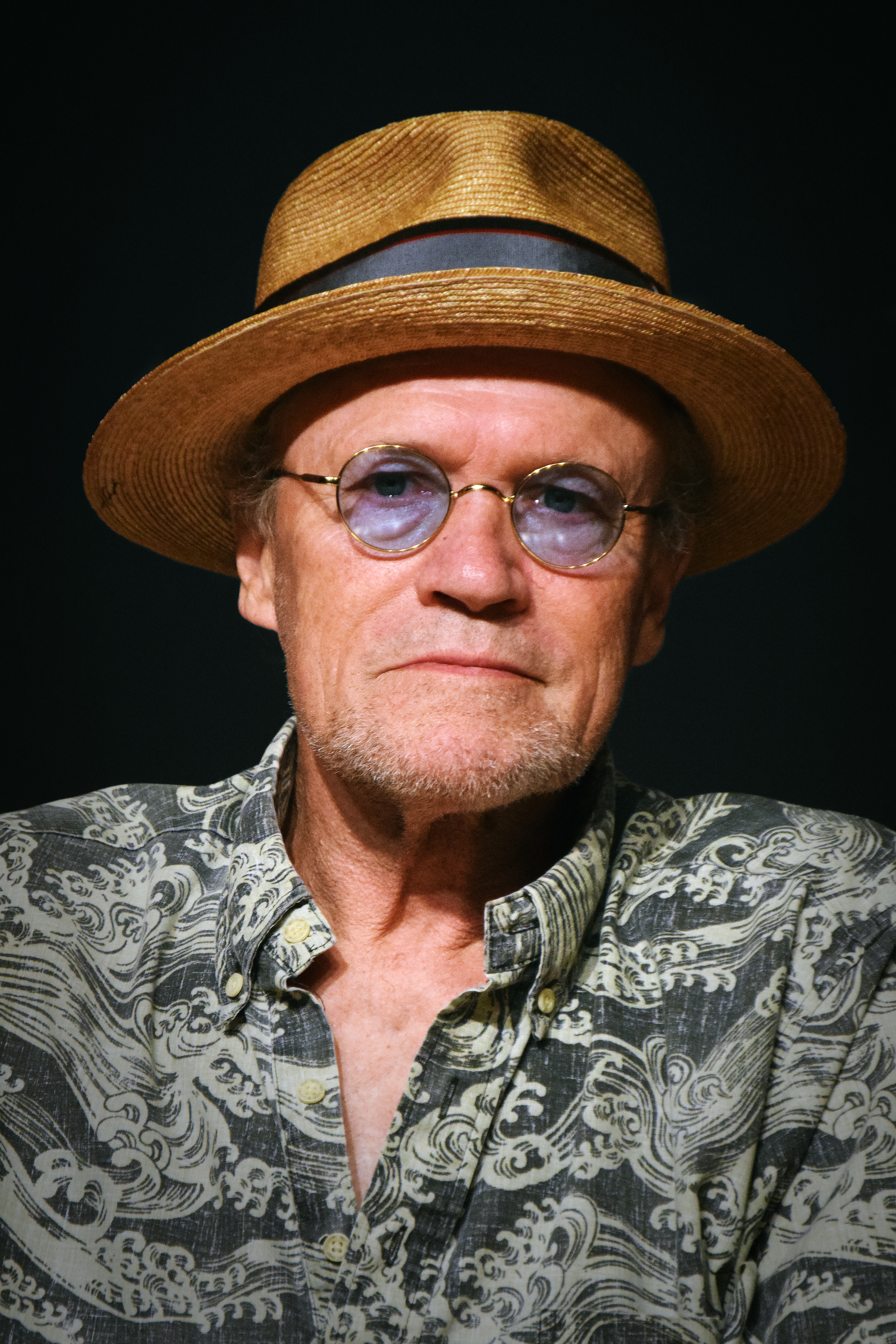
Michael Rooker (* 1955)

- Rookes, Phil (1919–2003), englischer Fußballspieler
- Rookmaker, Dorien (* 1964), niederländische Politikerin
- Rooks, Kenneth (* 1999), US-amerikanischer Hindernisläufer
- Rooks, Lowell W. (1893–1973), US-amerikanischer Offizier, Generalmajor der US Army
- Rooks, Steven (* 1960), niederländischer Radrennfahrer

### Rool
- Rool, Cyril (* 1975), französischer Fußballspieler
- Rooley, Anthony (* 1944), englischer Lautenist, Gitarrist und Musikpädagoge
- Roolf, Michael (* 1961), deutscher Politiker (FDP), MdL
- Roolvink, Bauke (1912–1979), niederländischer Politiker (ARP) und Gewerkschaftsfunktionär

### Room
- Room, Abram Matwejewitsch (1894–1976), sowjetischer Filmregisseur und Drehbuchautor
- Room, Eloy (* 1989), niederländischer Fußballspieler
- Rooman, Alban, belgischer Sportschütze
- Roome, Alfred (1908–1997), britischer Filmeditor und Filmregisseur
- Roomen, Adriaan van (1561–1615), flämischer Mathematiker und Arzt
- Roomere, Heino (1907–1966), estnischer Fußballspieler und Pianist
- Roomi, Abdulrahman al- (* 1969), saudi-arabischer Fußballspieler
- RoomieOfficial (* 1988), schwedischer YouTuber, Comedian, Sänger und Musikproduzent
- Rooms, Georges (* 1894), belgischer Gewichtheber
- Rooms, Lisa (* 1996), belgische Leichtathletin

### Roon
- Roon, Ada van (1882–1953), deutsche Theaterschauspielerin, Drehbuchautorin und Filmproduzentin
- Roon, Albrecht von (1803–1879), preußischer Generalfeldmarschall sowie MinisterAlbrecht von Roon (1803–1879)

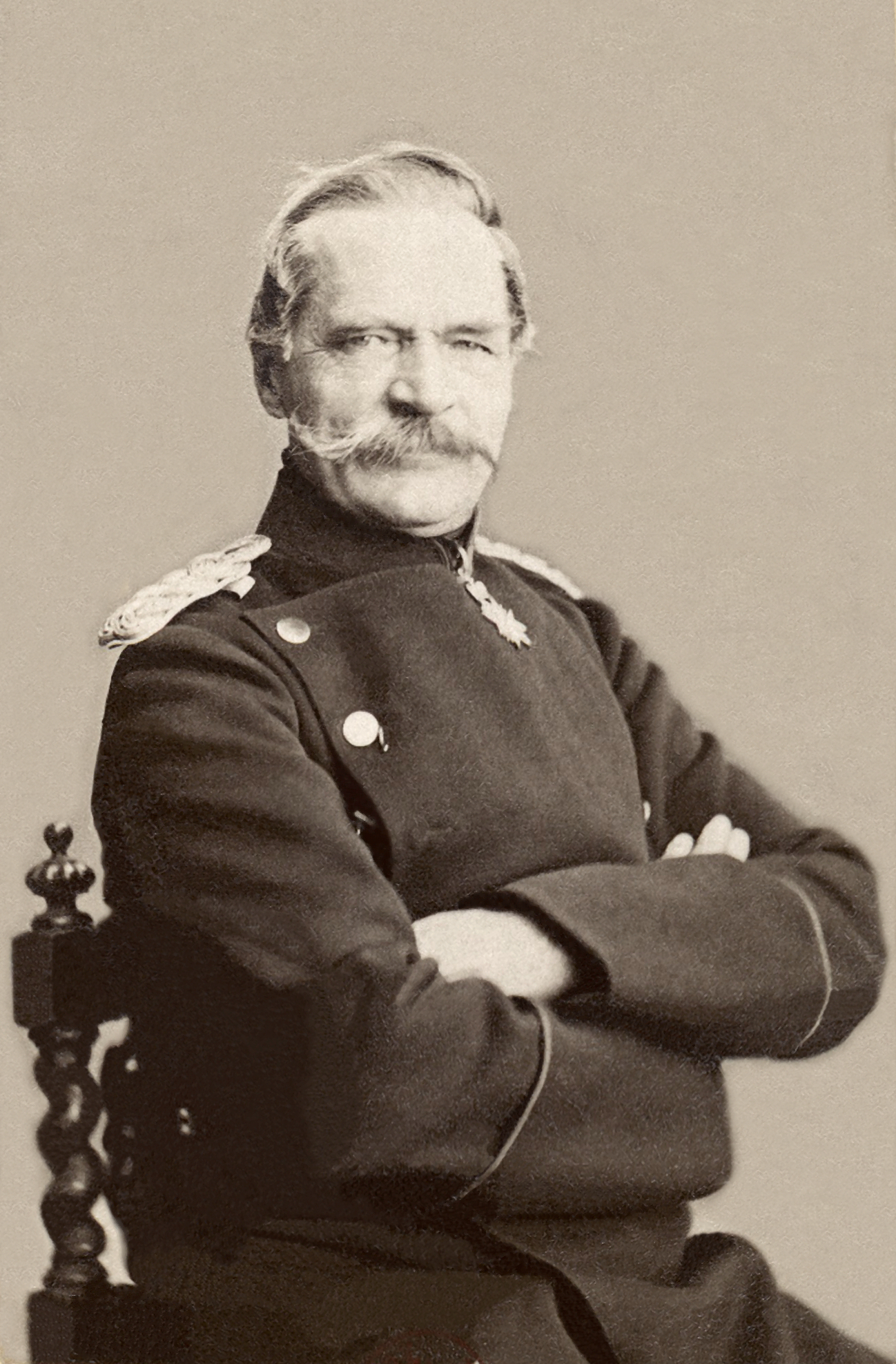
Albrecht von Roon (1803–1879)

- Roon, Elena (* 1977), deutsche Politikerin (AfD), Landtagsabgeordnete in Bayern und ausgebildete Kauffrau für Bürokommunikation
- Roon, Elisabeth, österreichische Sopranistin
- Roon, Ger van (1933–2014), niederländischer Historiker
- Roon, Marc van (* 1967), niederländischer Jazzmusiker (Piano, Komposition)
- Roon, Marten de (* 1991), niederländischer Fußballspieler
- Roon, Waldemar von (1837–1919), preußischer Generalleutnant und Politiker, MdR
- Rooney, Adam (* 1988), irischer Fußballspieler
- Rooney, Andy (1919–2011), US-amerikanischer Hörfunk- und Fernsehjournalist sowie Autor
- Rooney, Bernard (* 1934), emeritierter Abt von New Norcia
- Rooney, Bill (1896–1988), US-amerikanischer American-Football-Spieler
- Rooney, Cobb (1900–1973), US-amerikanischer American-Football-Spieler
- Rooney, Coleen (* 1986), britische AutorinColeen Rooney (* 1986)

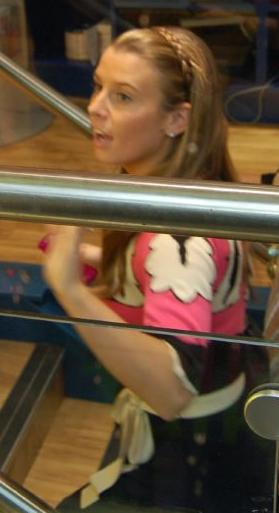
Coleen Rooney (* 1986)

- Rooney, Dan (1932–2017), US-amerikanischer Politiker und Footballfunktionär
- Rooney, David, australischer Journalist und Film-, Literatur- und Theaterkritiker
- Rooney, Éamon († 1993), irischer Politiker (Fine Gael)
- Rooney, Francis (* 1953), US-amerikanischer Diplomat und Politiker
- Rooney, Fred B. (1925–2019), US-amerikanischer Politiker
- Rooney, Giaan (* 1982), australische Schwimmerin
- Rooney, Joe (1898–1979), US-amerikanischer American-Football-Spieler
- Rooney, John (1844–1927), britischer römisch-katholischer Geistlicher und Bischof
- Rooney, John (* 1979), irischer Squashspieler
- Rooney, John (* 1990), englischer Fußballspieler
- Rooney, John J. (1903–1975), US-amerikanischer Jurist und Politiker
- Rooney, Kathleen (* 1980), US-amerikanische Schriftstellerin
- Rooney, Kenneth Michael (* 1994), kanadischer Volleyballspieler
- Rooney, Kevin (* 1956), US-amerikanischer Boxer und Boxtrainer
- Rooney, Kevin (* 1993), US-amerikanischer Eishockeyspieler
- Rooney, Maddie (* 1997), US-amerikanische Eishockeytorhüterin
- Rooney, Marcel (* 1937), US-amerikanischer, römisch-katholischer Ordensgeistlicher
- Rooney, Martyn (* 1987), britischer Sprinter (400 m)
- Rooney, Mickey (1920–2014), US-amerikanischer SchauspielerMickey Rooney (1920–2014)

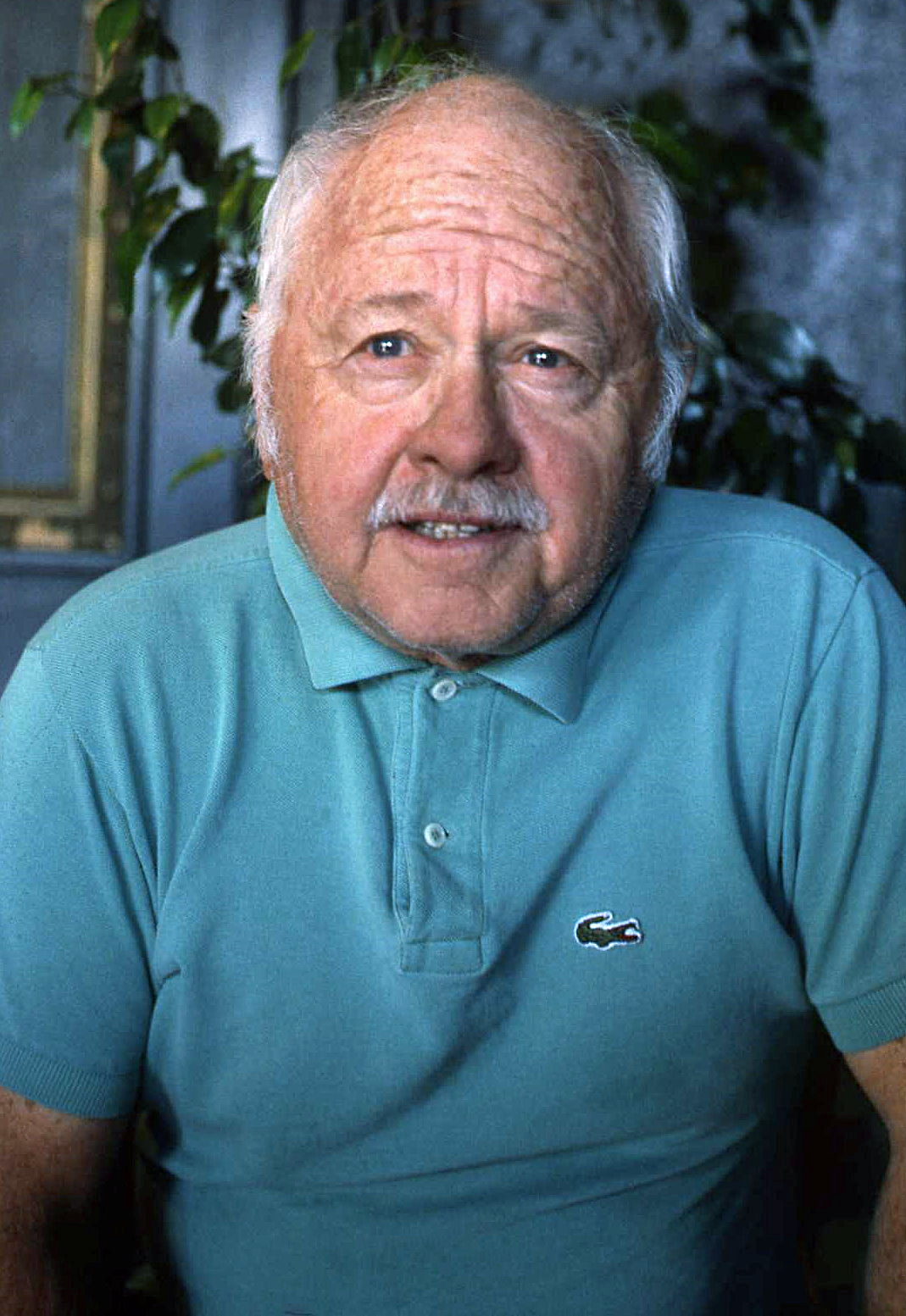
Mickey Rooney (1920–2014)

- Rooney, Mickey Jr. (1945–2022), US-amerikanischer Schauspieler und Musiker
- Rooney, Nahau (1945–2020), papua-neuguineische Politikerin
- Rooney, Natalie (* 1988), neuseeländische Sportschützin
- Rooney, Patrick (* 1997), englischer Squashspieler
- Rooney, Sally (* 1991), irische Schriftstellerin
- Rooney, Sean (* 1982), US-amerikanischer Volleyballspieler
- Rooney, Sean (* 1989), australischer Fußballspieler
- Rooney, Sharon (* 1988), schottische Schauspielerin
- Rooney, Taylor (* 1997), neuseeländischer Eishockeyspieler
- Rooney, Tom (* 1970), US-amerikanischer Politiker
- Rooney, Wayne (* 1985), englischer Fußballspieler und -trainerWayne Rooney (* 1985)

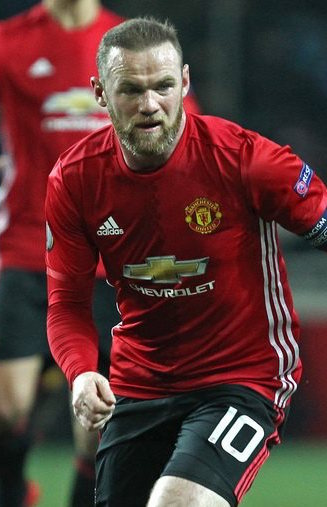
Wayne Rooney (* 1985)

- Roonthal, Rudolf (1896–1983), deutscher Komponist und Texter
- Roonwal, Mithan Lal (1908–1990), indischer Zoologe

### Roop
- Roop, Clawson (1888–1972), US-amerikanischer Politiker, Manager und Offizier
- Roop, Jeff (* 1973), kanadischer Schauspieler
- Rooper, Jemima (* 1981), britische Schauspielerin
- Roopere, Vladimir (1898–1942), estnischer Politiker
- Roops, Siim (* 1986), estnischer Fußballspieler
- Roopun, Prithvirajsing (* 1959), mauritischer Politiker, Präsident von Mauritius

### Roor
- Röör, Gunilla (* 1959), schwedische Schauspielerin
- Roord, Jill (* 1997), niederländische Fußballspielerin
- Roorda, Bas (* 1973), niederländischer Fußballtorhüter
- Roorda, Henri (1870–1925), Schweizer Lehrer und Anarchist
- Roorda, Stephanie (* 1986), kanadische Radrennfahrerin

### Roos
- Roos Trujillo, Marlon (* 2003), deutscher Fußballspieler
- Roos, Aarand (1940–2020), estnischer Schriftsteller, Finnougrist und Diplomat
- Roos, Aat de (1919–1992), niederländischer Hockeyspieler
- Roos, Adolf (1888–1974), Schweizer Zahnarzt
- Roos, Anna (1855–1927), schwedische Frauenrechtlerin, Sozialarbeiterin und Missionarin
- Roos, Antoon Gerard (1877–1953), niederländischer Klassischer Philologe und Althistoriker
- Roos, Axel (* 1964), deutscher Fußballspieler
- Roos, Axel Erik (1684–1765), schwedischer Generalleutnant und Politiker
- Roos, Bernard de (* 1957), niederländischer Manager, Geschäftsführer Arena Sportrechte und Marketing GmbH und Geschäftsführer AIM International AG
- Roos, Bernd (* 1967), deutscher Handballspieler und -trainer
- Roos, Bernhard (1796–1888), deutscher Kaufmann, Gutsbesitzer, Vorsteher der jüdischen Kultusgemeinde, Wahlmann und Politiker
- Roos, Bernhard (* 1954), deutscher Politiker (SPD), MdL und Gewerkschafter
- Roos, Bertil (1943–2016), schwedischer Rennfahrer
- Roos, Björn O. (1937–2010), schwedischer theoretischer Chemiker
- Roos, Carl Gustav (* 1655), schwedischer Freiherr und General der schwedischen Infanterie
- Roos, Carline van (* 1981), französische Musikerin und Sängerin
- Roos, Christian (1826–1896), römisch-katholischer Bischof von Limburg und Freiburg
- Roos, Christian (1827–1882), deutscher Politiker
- Roos, Christian (* 1972), deutscher Zoologe und Primatologe
- Roos, Eduard (1903–1979), estnischer Literaturhistoriker und Onomastiker
- Roos, Elke (* 1960), deutsche Juristin und Vorsitzende Richterin am Bundessozialgericht
- Roos, Enn (1908–1990), estnischer Bildhauer
- Roos, Evan (* 2000), südafrikanischer Rugby-Spieler
- Roos, Fanny (* 1995), schwedische Kugelstoßerin und Diskuswerferin
- Roos, Felix (* 1999), deutscher Volleyballspieler
- Roos, Franz (1917–1983), deutscher Politiker (SPD), MdL
- Roos, Fred (1934–2024), US-amerikanischer Filmproduzent und Casting Director
- Roos, Gudrun (* 1945), deutsche Politikerin (SPD), MdB
- Roos, Hans (1919–1984), deutscher Historiker
- Roos, Hans-Dieter (* 1937), deutscher Fußballtrainer
- Roos, Hans-Görg (* 1949), deutscher Mathematiker
- Roos, Harke de (* 1942), niederländischer Dirigent, Pianist und Musikforscher
- Roos, Heinrich (1904–1977), deutsch-dänischer römisch-katholischer Theologe und Jesuit
- Roos, Heinrich (1906–1988), deutscher Widerstandskämpfer gegen den Nationalsozialismus und Politiker (CDU und DDP)
- Roos, Heinrich von (1780–1840), deutscher Mediziner
- Roos, Henri (* 1998), estnischer Skilangläufer
- Roos, Henry († 1504), englischer Ritter
- Roos, Jaan (1888–1965), estnischer Literaturhistoriker und Bibliophiler
- Roos, Jaime (* 1953), uruguayischer Musiker, Komponist
- Roos, Jakob (1868–1942), deutscher Politiker (DDP)
- Roos, Janek (* 1974), dänischer Badmintonspieler
- Roos, Jochen (* 1944), deutscher Schwimmer
- Roos, Jochen K. (* 1990), deutscher Politiker (AfD), MdL
- Roos, Johann Friedrich (1757–1804), deutscher Schulmann und Philologe
- Roos, Johann Heinrich (1631–1685), deutscher Maler und Graphiker
- Roos, Johann Melchior (1663–1731), deutscher Maler
- Roos, Johann Philipp (* 1754), Jurist und Archivar im Dienst der Wild- und Rheingrafen zu Salm-Grumbach, der Freiherren von Bourscheid und der Fürsten von Salm-Horstmar
- Roos, Josef (1851–1909), Schweizer Lehrer, Eisenbahnbeamter und Mundartautor
- Roos, Joseph (1726–1805), österreichischer Maler
- Roos, Karl (1878–1940), elsässischer Lehrer und PolitikerKarl Roos (1878–1940)

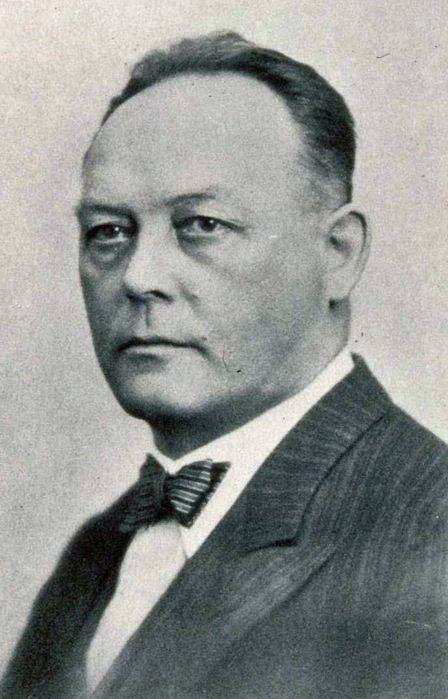
Karl Roos (1878–1940)

- Roos, Karoline (1822–1896), Opfer eines Raubmordes, Tochter des pfälzischen Regierungspräsidenten Franz Alwens
- Roos, Kaspar (1921–1986), deutscher Arzt und ärztlicher Standespolitiker
- Roos, Kelle (* 1992), niederländischer Fußballtorhüter
- Roos, Ksenia (* 1984), russische Schachspielerin
- Roos, Leopold (1768–1838), Rabbiner und Talmudist in Frankreich und Deutschland
- Roos, Lothar (1935–2025), deutscher Theologe, Sozialethiker und Hochschullehrer
- Roos, Magda (1920–1976), deutsche Malerin
- Roos, Magnus Friedrich (1727–1803), deutscher Theologe
- Roos, Marc (* 1988), deutscher Jazzmusiker (Posaune, Komposition)
- Roos, Martin (* 1942), rumäniendeutscher Geistlicher, emeritierter römisch-katholischer Bischof von Timișoara
- Roos, Martin (* 1967), deutscher Journalist und Autor
- Roos, Mary (* 1949), deutsche SchlagersängerinMary Roos (* 1949)

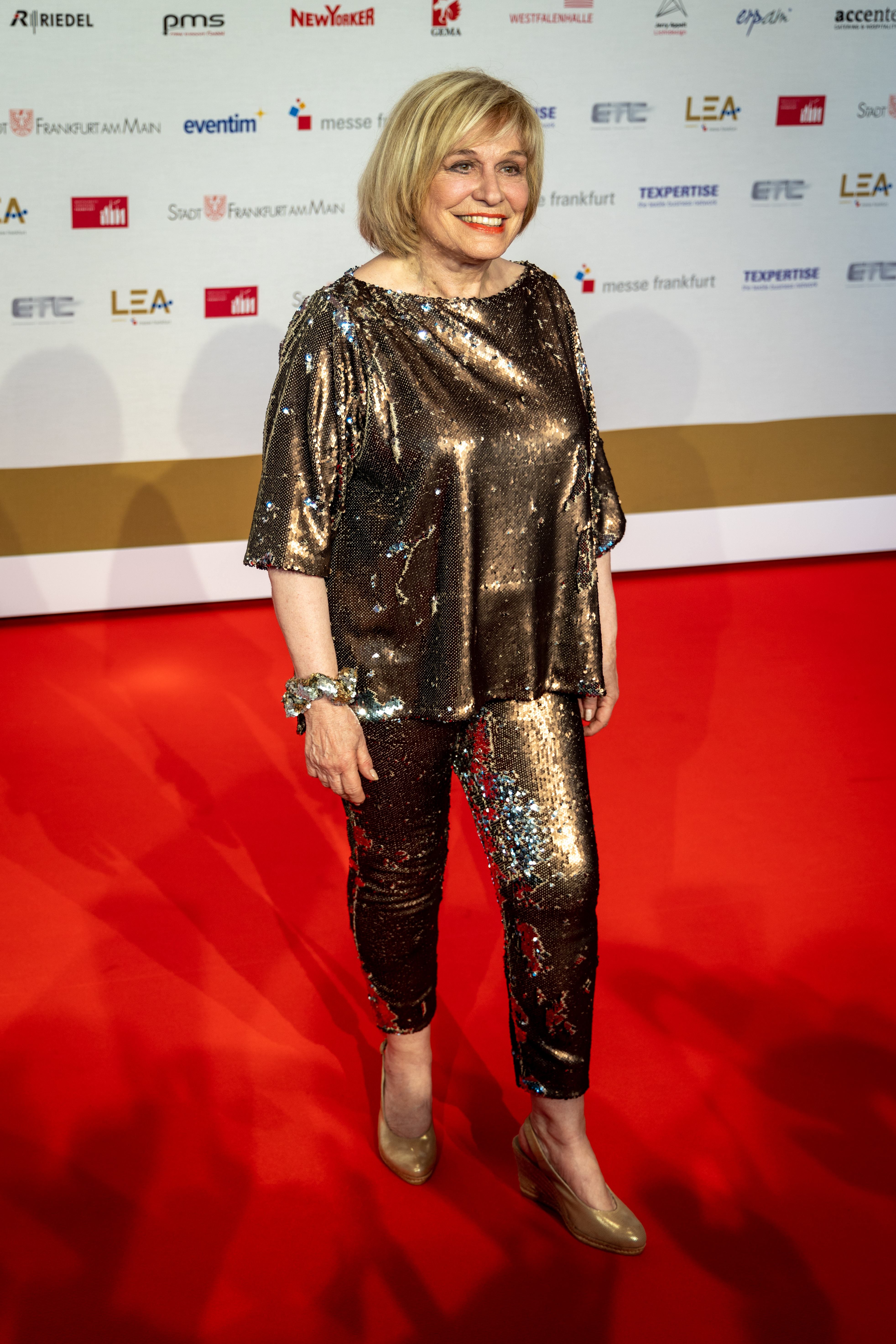
Mary Roos (* 1949)

- Roos, Mathilda (1852–1907), schwedische Schriftstellerin
- Roos, Mauri (* 1955), finnischer Radrennfahrer
- Roos, Michel (1932–2002), französischer Schachspieler
- Roos, Otto (1887–1945), Schweizer Bildhauer, Maler und Zeichner
- Roos, Peter (* 1950), deutscher Schriftsteller
- Roos, Philipp Caspar (1717–1805), Jurist, Amtmann und Hofrat der Wild- und Rheingrafen zu Salm-Dhaun und Salm-Grumbach
- Roos, Philipp Peter (1657–1706), deutscher Maler
- Roos, Rita (* 1951), Schweizer Politikerin (CVP)
- Roos, Rob (* 1966), niederländischer Politiker
- Roos, Sascha (* 1972), deutscher Sportjournalist, Sportkommentator und Moderator
- Roos, Sjoerd H. de (1877–1962), niederländischer Schriftentwerfer, Typograf, Buchgestalter, Maler, Grafiker, Pressendrucker, Möbelgestalter und künstlerischer Leiter
- Roos, Stefan (* 1963), deutscher Stuntman
- Roos, Stefan (* 1972), Schweizer Sänger und Komponist
- Roos, Theo (* 1953), deutscher Filmemacher, Musiker und Philosoph
- Roos, Theodor (* 1638), deutscher Historien- und Porträtmaler
- Roos, Toon (* 1964), niederländischer Jazzmusiker (Saxophon, Komposition)
- Roos, Walter (1914–1975), deutscher Offizier in der Luftwaffe der Wehrmacht und später der Luftwaffe der Bundeswehr
- Roos, Walter (1929–1988), deutscher Maler und Graphiker
- Roos, Werner (* 1946), deutscher Pharmakologe und Hochschullehrer
- Roos, William (1911–1987), US-amerikanischer Schriftsteller
- Roosa, Stuart (1933–1994), US-amerikanischer AstronautStuart Roosa (1933–1994)

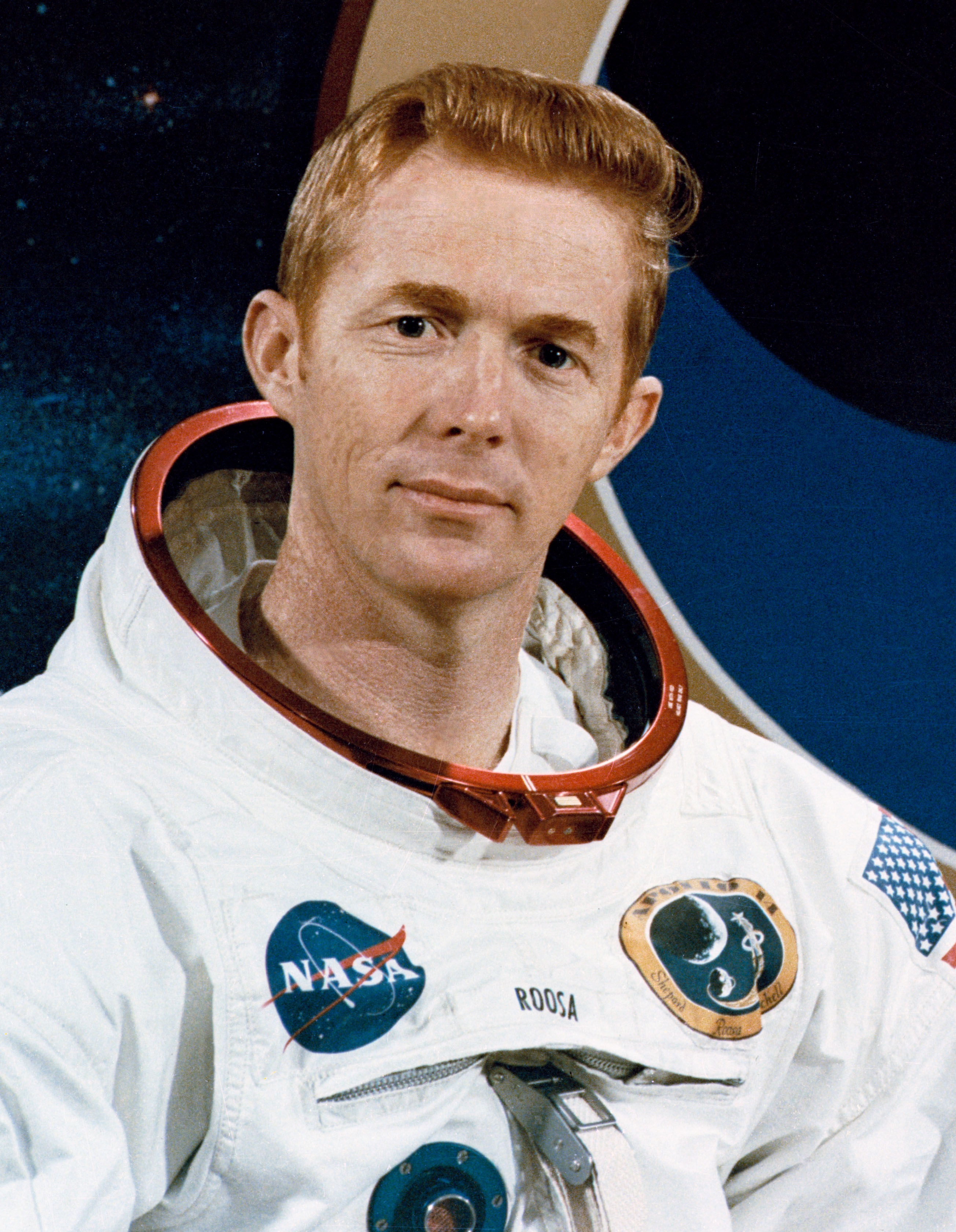
Stuart Roosa (1933–1994)

- Roosalu, Rolf (* 1982), estnischer Sängerin und Musicaldarsteller
- Roosch, Antje, deutsche Schauspielerin, Synchronsprecherin und Dialogregisseurin
- Roosch, Simon (* 2001), deutscher Basketballspieler
- Rooschüz, Hans Albert (1865–1919), Schweizer Unternehmer, Mitgründer des Schweizer Chocoladen & Colonialhauses
- Roosdorp, Herman (1895–1965), niederländisch-belgischer Autorennfahrer
- Roose, Arthur (1903–1929), estnischer Schriftsteller, Kritiker und Übersetzer
- Roose, Betty (1778–1808), deutsche Schauspielerin
- Roose, Caroline (* 1968), belgische Politikerin (AEI)
- Roose, Friedrich (1767–1818), deutscher Schauspieler und Theaterregisseur
- Roose, Hanna (* 1967), deutsche evangelische Theologin
- Roose, Kaisa (* 1969), estnische Dirigentin
- Roose, Theodor Georg August (1771–1803), deutscher Mediziner und Professor für Physiologie und Anatomie sowie Medizinhistoriker
- Rooseboom, Willem (1843–1920), niederländischer Militär und Generalgouverneur von Niederländisch-Indien
- Roosen, Berend (1705–1788), deutscher Reeder, Diakon der Mennonitengemeinde zu Altona
- Roosen, Berend (1873–1945), deutscher Offizier und 1933/35 Polizeipräsident von Halle (Saale)
- Roosen, Gérard (1869–1935), belgischer Maler
- Roosen, Gerrit (1612–1711), Hamburger Kaufmann und Prediger der Mennonitengemeinde Altona
- Roosen, Klaus (* 1944), deutscher Neurochirurg
- Roosen, Luc (* 1964), belgischer Radrennfahrer
- Roosen, Richard (1901–1980), deutscher Maschinenbauingenieur
- Roosen, Rudolph (1830–1907), deutscher Politiker, MdHB, Senator und Kaufmann
- Roosen, Sven (* 2001), niederländischer Leichtathlet
- Roosen, Timo (* 1993), niederländischer Radrennfahrer
- Roosenboom, Margaretha (1843–1896), niederländische Malerin von Blumen- und Früchtestillleben
- Roosenburg, Dirk (1887–1962), niederländischer Architekt
- Roosendaal, Ton (* 1960), niederländischer Softwareentwickler und Vorsitzender der Blender Foundation
- Roosendael, Jean Zeewen de († 1472), deutscher Kartäuser
- Rooses, Max (1839–1914), belgischer Kunsthistoriker
- Roosevelt (* 1990), deutscher Sänger, Songwriter und Produzent
- Roosevelt, Alice Hathaway Lee (1861–1884), US-amerikanische Präsidentengattin
- Roosevelt, André (1879–1962), französisch-US-amerikanischer Rugbyspieler
- Roosevelt, Anna Curtenius (* 1946), US-amerikanische Archäologin
- Roosevelt, Cornelius (1794–1871), US-amerikanischer Geschäftsmann, Bankier und Mitglied der Roosevelt-Familie
- Roosevelt, Edith (1861–1948), zweite Gattin des US-Präsidenten Theodore Roosevelt mit weitreichendem karitativen Engagement
- Roosevelt, Eleanor (1884–1962), US-amerikanische Menschenrechtsaktivistin und Diplomatin sowie Ehefrau von US-Präsident Franklin D. Roosevelt
- Roosevelt, Ellen (1868–1954), US-amerikanische Tennisspielerin
- Roosevelt, Emlen (1857–1930), US-amerikanischer Geschäftsmann, Bankier und Philanthrop
- Roosevelt, Franklin D. (1882–1945), US-amerikanischer Politiker, 32. Präsident der USA (1933–1945)Franklin D. Roosevelt (1882–1945)

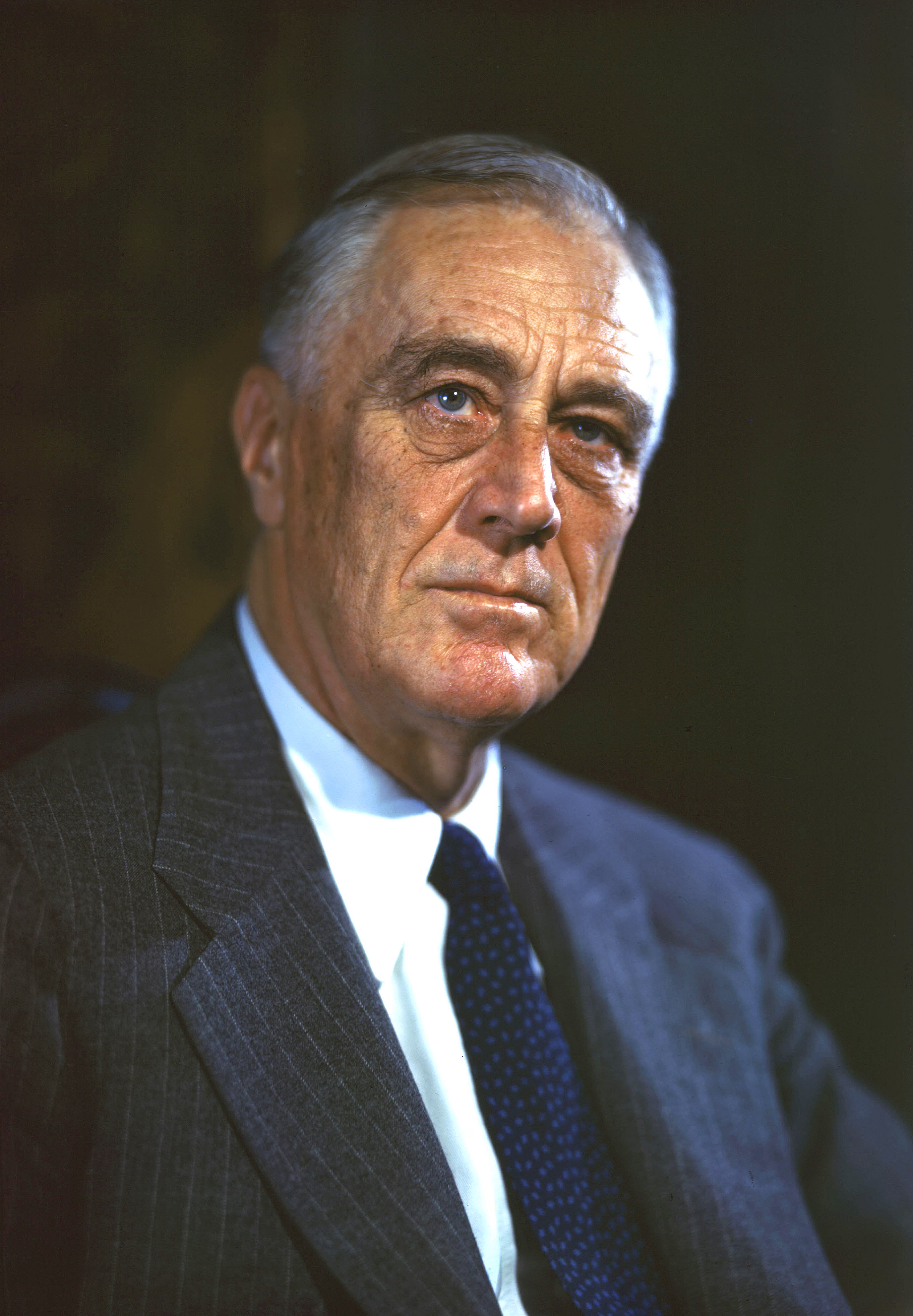
Franklin D. Roosevelt (1882–1945)

- Roosevelt, Franklin Delano junior (1914–1988), US-amerikanischer Politiker
- Roosevelt, Grace (1867–1945), US-amerikanische Tennisspielerin
- Roosevelt, Isaac (1726–1794), britisch-amerikanischer Händler und Politiker (Föderalistische Partei)
- Roosevelt, James (1907–1991), US-amerikanischer Brigadegeneral und Politiker
- Roosevelt, James A. (1825–1898), US-amerikanischer Geschäftsmann und Bankier
- Roosevelt, James I (1828–1900), US-amerikanischer Unternehmer
- Roosevelt, James I. (1795–1875), US-amerikanischer Politiker
- Roosevelt, Julian (1924–1986), US-amerikanischer Segler
- Roosevelt, Kermit (1889–1943), US-amerikanischer Schriftsteller, Geschäftsmann und Offizier
- Roosevelt, Kermit junior (1916–2000), US-amerikanischer CIA-Agent
- Roosevelt, Quentin (1897–1918), US-amerikanischer Jagdflieger im Ersten Weltkrieg
- Roosevelt, Robert (1829–1906), US-amerikanischer Jurist und Politiker
- Roosevelt, Theodore (1858–1919), amerikanischer Politiker, Präsident der Vereinigten Staaten und Friedensnobelpreisträger (1906)Theodore Roosevelt (1858–1919)

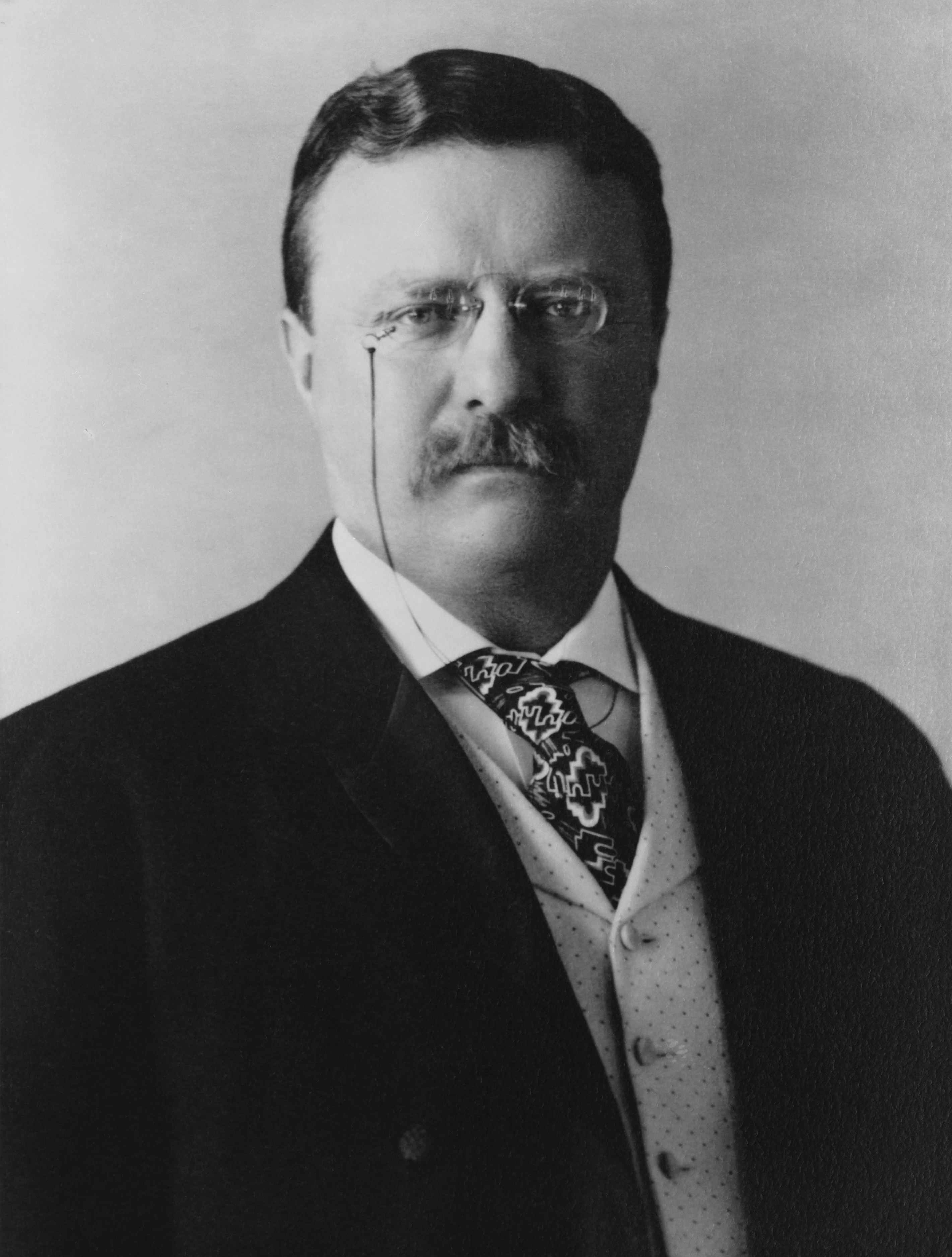
Theodore Roosevelt (1858–1919)

- Roosevelt, Theodore junior (1887–1944), US-amerikanischer Geschäftsmann, Autor, Abenteurer, Reisender, Staatsbeamter, Politiker und Armeeoffizier
- Roosevelt, Theodore senior (1831–1878), US-amerikanischer Geschäftsmann und Philanthrop
- Roosh V (* 1979), US-amerikanischer Mikrobiologe, Motivationstrainer, Pickup-Artist und Buchautor
- Roosimägi, Urmas (* 1958), estnischer Brigadegeneral
- Rooskens, Anton (1906–1976), niederländischer Maler und Mitbegründer der Künstlervereinigung CoBrA
- Roosleht, Rasmus (* 2002), estnischer Leichtathlet
- Röösli, Joseph (1935–2018), Schweizer Komponist und Kirchenmusiker
- Röösli, Roman (* 1993), Schweizer Ruderer
- Roosma, Peeter (* 1972), estnischer Jurist und Richter am Europäischen Gerichtshof für Menschenrechte
- Roosmäe, Tõnu (* 1964), estnischer Radrennfahrer
- Roosmalen, Marc van (* 1947), niederländischer Primatologe und Naturforscher
- Roost, Ain (* 1946), kanadischer Diskuswerfer, Speerwerfer und Kugelstoßer estnischer Herkunft
- Roost, Erik (* 1977), deutscher Politiker (FDP), MdA
- Roost, Heinrich, estnischer Fußballspieler
- Roost, Heinrich (1872–1936), Schweizer Offizier
- Roost, Manfred (1929–2022), deutscher Dirigent und Chorleiter
- Roostaei, Davood (1959–2023), iranischer Maler und Begründer des Kryptorealismus
- Rooste, Jürgen (* 1979), estnischer Lyriker
- Roostfeld, Bernhard Aleksander (1885–1948), estnischer Politiker und Wirtschaftsexperte
- Roosval, Johnny (1879–1965), schwedischer Kunsthistoriker
- Roósz, Emil (1897–1945), ungarischer Violinist und Tanzkapellenleiter

### Root
- Root, Alan (1937–2017), britischer Dokumentarfilmer
- Root, Amanda (* 1963), britische Schauspielerin
- Root, Billy (1934–2013), US-amerikanischer Jazz-Tenorsaxophonist und Bandleader
- Root, Brandon, US-amerikanischer Schauspieler
- Root, Edward Wales (1884–1956), US-amerikanischer Kunstsammler
- Root, Elbert (1915–1983), US-amerikanischer Wasserspringer
- Root, Elihu (1845–1937), US-amerikanischer Politiker und Jurist, Friedensnobelpreisträger
- Root, Erastus (1773–1846), US-amerikanischer Jurist und Politiker
- Root, Frederic Woodman (1846–1916), US-amerikanischer Komponist und Gesangslehrer
- Root, George Frederick (1820–1895), US-amerikanischer Komponist und Musikpädagoge
- Root, Jack (1876–1963), amerikanischer Boxer, erster Weltmeister im Halbschwergewicht
- Root, James (* 1971), US-amerikanischer Metal-GitarristJames Root (* 1971)

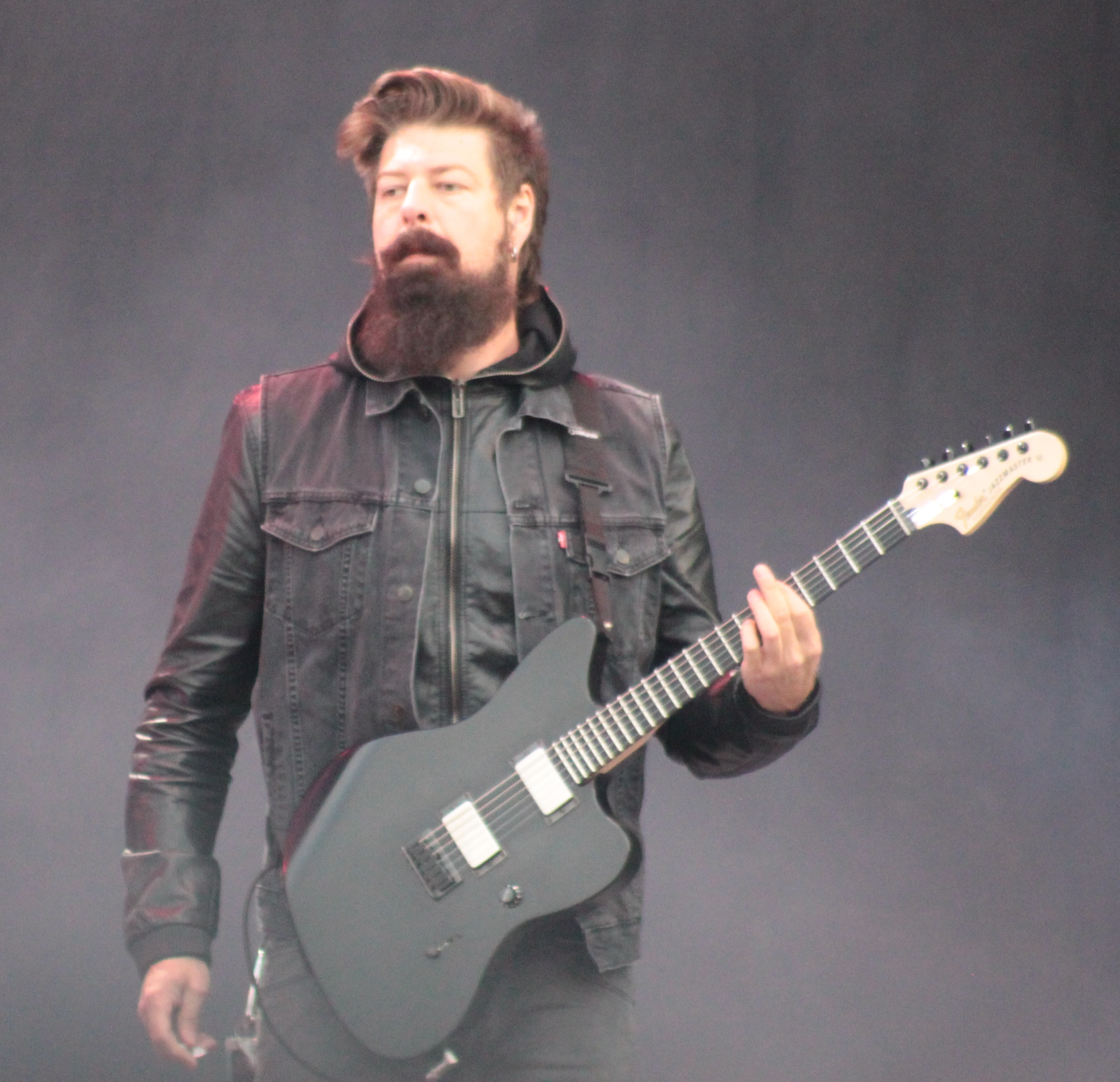
James Root (* 1971)

- Root, Jesse (1736–1822), US-amerikanischer Politiker
- Root, Joan (1936–2006), kenianische Tierfilmerin
- Root, Joe (* 1990), englischer Cricketspieler
- Root, John Wellborn (1850–1891), US-amerikanischer Architekt
- Root, Joseph M. (1807–1879), US-amerikanischer Politiker (United States Whig Party)
- Root, Joseph Pomeroy (1826–1885), US-amerikanischer Politiker
- Root, Martha (1872–1939), US-amerikanische Reiselehrerin des Bahá'í-Glaubens
- Root, Maxwell (* 1999), US-amerikanischer Autorennfahrer
- Root, Stephen (* 1951), US-amerikanischer SchauspielerStephen Root (* 1951)

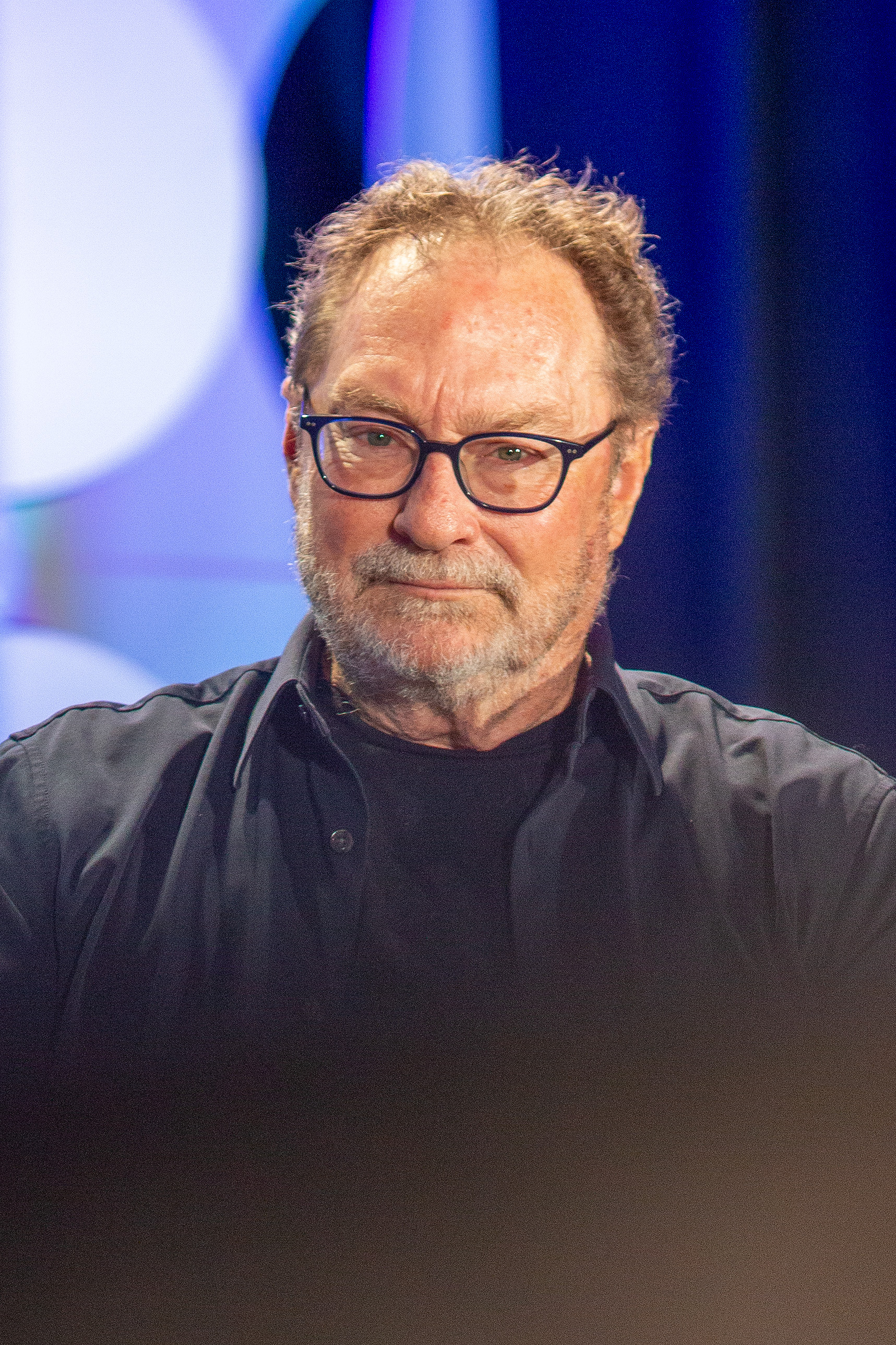
Stephen Root (* 1951)

- Root, Waverley (1903–1982), US-amerikanischer Journalist und Autor
- Root, Wayne Allyn (* 1961), US-amerikanischer TV-Produzent
- Root, William Lucas (1919–2007), US-amerikanischer Mathematiker
- Rooten, Luis van (1906–1973), mexikanischer Architekt, Schriftsteller und Schauspieler beim US-amerikanischen Film und Fernsehen
- Rootering, Jan-Hendrik (* 1950), deutscher Opern-, Lied- und Konzertsänger (Bassbariton)
- Rootes, Maurice (1917–1997), britischer Filmeditor
- Rootes, William, 1. Baron Rootes (1894–1964), britischer Automobilbauer
- Rooth, Andrea (* 2002), norwegische Leichtathletin
- Rooth, Erik (1889–1986), schwedischer Germanist
- Rooth, Ivar (1888–1972), schwedischer Bankier
- Rooth, Maria (* 1979), schwedische Eishockeyspielerin
- Rooth, Markus (* 2001), norwegischer LeichtathletMarkus Rooth (* 2001)

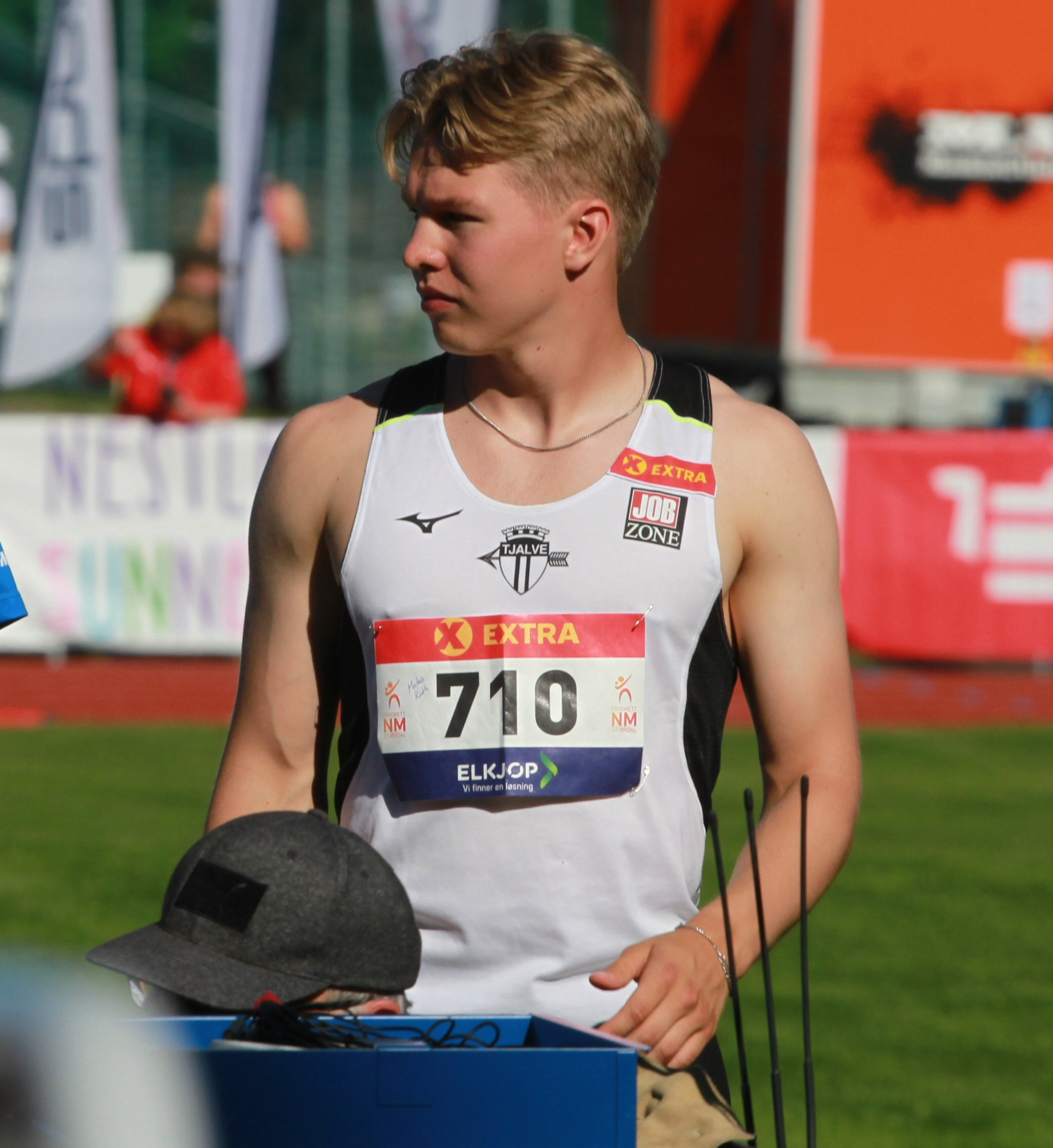
Markus Rooth (* 2001)

- Roothaan, Clemens C. J. (1918–2019), niederländischer Physiker, Chemiker und Computer-Architekt
- Roothaan, Joannes Philippus (1785–1853), Generaloberer der Societas Jesu (Jesuiten)
- Roothaert, Anton (1896–1967), niederländischer Autor
- Rootham, Cyril (1875–1938), englischer Komponist
- Rootham, Graeme (* 1948), australischer Mittelstreckenläufer
- Roothooft, René (1929–2024), französischer Tischtennis-Nationalspieler
- Rootkin-Gray, Jack (* 2002), britischer Radsportler
- Roots Manuva (* 1972), britischer Hip-Hop-Musiker
- Roots, Ivan (1921–2015), britischer Historiker
- Roots, Logan Holt (1841–1893), US-amerikanischer Politiker
- Roots, Olav (1910–1974), estnischer Pianist und Dirigent
- Rootselaar, Cees van (* 1966), niederländischer Basketballspieler und -trainer

### Roov
- Roovers, Alexander (* 1987), deutscher Badmintonspieler

### Rooy
- Rooy, Adrianus Henricus Maria Josephus van (1880–1937), niederländischer Gynäkologe und Hochschullehrer
- Rooy, Anton van (1870–1932), niederländischer Opernsänger (Bassbariton)
- Rooy, Charles van (1912–1996), niederländischer Politiker (KVP)
- Rooy, Frans van (* 1963), niederländischer Fußballspieler
- Rooy, Gerard de (* 1980), niederländischer Marathonrallyefahrer und Firmenleiter
- Rooy, Jan de (1943–2024), niederländischer Unternehmer und Rennfahrer
- Rooyen, Ack van (1930–2021), niederländischer Jazz-TrompeterAck van Rooyen (1930–2021)

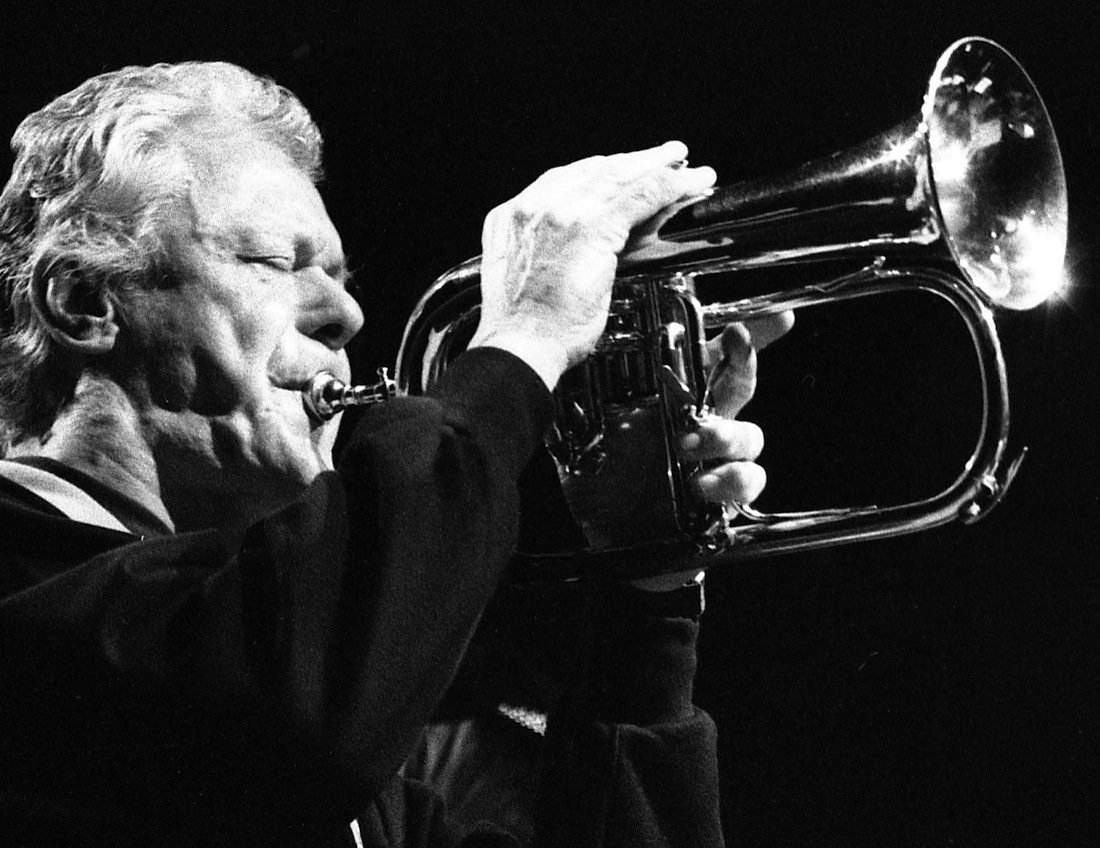
Ack van Rooyen (1930–2021)

- Rooyen, Basil van (1939–2023), südafrikanischer Autorennfahrer
- Rooyen, Jason van (* 1997), südafrikanischer Leichtathlet
- Rooyen, Jerry van (1928–2009), niederländischer Jazzmusiker und Bigbandleiter
- Rooyen, Rocco van (* 1992), südafrikanischer Leichtathlet

### Rooz
- Rooze, Rene (* 1969), niederländischer Kampfsportler
- Roozeboom, Hendrik Willem Bakhuis (1854–1907), niederländischer Chemiker
- Roozpeikar, Mandana (* 1978), Schweizer Ethnologin und Direktorin des Textilmuseums St. Gallen